# Кравчук Сергій Анатолійович
Сергі́й Анато́лійович Кравчу́к (рос. Сергей Анатольевич Кравчук; нар. 27 серпня 1960, с. Центральний, Топкинський округ, Кемеровська область, РРФСР, СРСР) — російський політичний діяч. Мер Хабаровська з 25 вересня 2018 року. Член Генеральної ради партії «Єдина Росія».

## Біографія
Народився в 1960 року в селище Центральний, Топкинський округ, Кемеровська область.
Трудову діяльність почавши з роботи на Топкинському механічному заводі «Сібтензопрібор».

## Нагороди та звання
- Медаль «За відмінність у ліквідації наслідків надзвичайною ситуації»
- Медаль «За заслуги проведення Всеросійського перепису населення»
  - З 7 вересня 2010 року медаль не є державною нагородою Російської Федерації.
- Медаль «Учаснику боротьби зі стихією на Амурі»
- Лист подяки президента Російської Федерації.